# Coelioxys toltecoides
Coelioxys toltecoides är en biart som beskrevs av Cockerell 1923. Coelioxys toltecoides ingår i släktet kägelbin, och familjen buksamlarbin. Inga underarter finns listade i Catalogue of Life.